# Zvonko Bego
Zvonko Bego (ur. 19 grudnia 1940 w Splicie, zm. 13 sierpnia 2018 w Krapinskich Toplicach) – chorwacki piłkarz występujący na pozycji pomocnika. Reprezentant Jugosławii.

## Kariera klubowa
Bego karierę rozpoczynał w 1957 roku w Hajduku Split. W sezonie 1962/1963 dotarł z nim do finału Pucharu Jugosławii, a w sezonie 1966/1967 wygrał te rozgrywki. W 1967 roku przeszedł do niemieckiego Bayernu Monachium. W jego barwach nie rozegrał jednak żadnego spotkania i na początku 1968 roku odszedł do holenderskiego FC Twente. Grał tam do końca sezonu 1967/1968. Następnie wrócił do Niemiec, gdzie został graczem Bayeru 04 Leverkusen z Regionalligi. Spędził tam sezon 1968/1969. Potem występował w Austrii Salzburg, a także w jugosłowiańskich drużynach NK Junak i NK Usbok, gdzie zakończył karierę.

## Kariera reprezentacyjna
W reprezentacji Jugosławii Bego zadebiutował 19 listopada 1961 w wygranym 2:1 towarzyskim meczu z Austrią. 2 grudnia 1961 w wygranym 2:1 towarzyskim pojedynku z Hongkongiem strzelił swojego pierwszego gola w reprezentacji. W drużynie narodowej rozegrał 6 spotkań i zdobył 2 bramki, wszystko w 1961 roku.
Wcześniej, w 1960 roku zdobył złoty medal na Letnich Igrzyskach Olimpijskich.